# Станіслав Гроховський
Станіслав Ґроховський (або Станіслав Гроховський) гербу Юноша (пол. Grochowski Stanisław; пом. 1 березня 1645) — польський шляхтич, релігійний діяч, королівський секретар. Львівський латинський архієпископ з 1634 року. Представник роду Ґроховських.

## Життєпис
Найстарший із 6-ти синів Войцеха Ґроховського та його дружини Зофії з Монастирських гербу Пилява, внук Петра та його дружини Красіцької, брат луцького та перемиського єпископа РКЦ Ахація, Миколая — королівського секретаря, Кшиштофа — бургграфа Кракова, перемиського каштеляна Феліціяна, львівського каштеляна Рафала Ґроховських.
Походив із Перемиської землі. Навчався у Краківській академії (нині Ягайлонський університет). 1609 року був королівським секретарем. Мав суперечку з домініканцями в Яворові. 1634 року за його сприяння збудували на місці давнішого новий Палац латинських архієпископів Львова; сам Ґроховський відмовлявся відбути «інгрес» на посаду, поки не завершили коштовні роботи з оформлення фасаду палацу.
Після того, як львівські ченці-домініканці викрали зі шпиталю св. Лазаря екс-домініканина Радковського, Ґроховський наклав на їхній костел і монастир інтердикт та відлучення (екскомуніку), які невдовзі скасував нунцій Маріо Філонарді. Видав у 1644 році новий інтердикт та екскомуніку на львівських домініканів; ченці виконали вимоги, тому відкликав їх. Мав процеси з львівським магістратом. 1644 року за його сприяння перенесли до середини катедри біля цвинтаря ікону Матері Божої Ласкавої (потім — до новозбудованої каплиці Домагаличів).
У Латинській катедрі Львова було встановлено йому пам'ятний «надгробок» зліва від головного вівтаря, усунутий під час реконструкції храму за архиєпископа Вацлава Сєраковського. Нині на цьому місці є таблиця з епітафією Сєраковському.
Тіло покійного архиєпископа Ґроховського спочатку не дозволили поховати через його борги: кредитори домоглись арешту. Прах померлого чекав на поховання, доки спадкоємці Ґроховського не виплатили борги. Був похований у родинному гробівці в Перемишлі.